# 2. Fußball-Bundesliga 1990/91
In der Saison 1990/91 der 2. Bundesliga erreichten der FC Schalke 04, der MSV Duisburg und die Stuttgarter Kickers den Aufstieg in die Bundesliga.

## Abschlusstabelle
| Pl. | Verein                   | Sp. | S  | U  | N  | Tore    | Diff. | Punkte |
| --- | ------------------------ | --- | -- | -- | -- | ------- | ----- | ------ |
| 1.  | FC Schalke 04            | 38  | 23 | 11 | 4  | 064:290 | +35   | 57:19  |
| 2.  | MSV Duisburg             | 38  | 21 | 11 | 6  | 070:340 | +36   | 53:23  |
| 3.  | Stuttgarter Kickers      | 38  | 21 | 9  | 8  | 063:320 | +31   | 51:25  |
| 4.  | FC 08 Homburg (A)        | 38  | 16 | 13 | 9  | 042:370 | +5    | 45:31  |
| 5.  | 1. FC Saarbrücken        | 38  | 15 | 14 | 9  | 047:300 | +17   | 44:32  |
| 6.  | Blau-Weiß 90 Berlin      | 38  | 12 | 20 | 6  | 055:420 | +13   | 44:32  |
| 7.  | SV Waldhof Mannheim (A)  | 38  | 15 | 12 | 11 | 060:470 | +13   | 42:34  |
| 8.  | 1. FSV Mainz 05 (N)      | 38  | 14 | 13 | 11 | 045:520 | −7    | 41:35  |
| 9.  | SC Freiburg              | 38  | 15 | 10 | 13 | 054:480 | +6    | 40:36  |
| 10. | Hannover 96              | 38  | 12 | 14 | 12 | 049:490 | ±0    | 38:38  |
| 11. | SC Fortuna Köln          | 38  | 11 | 15 | 12 | 051:530 | −2    | 37:39  |
| 12. | VfB Oldenburg (N)        | 38  | 10 | 16 | 12 | 058:530 | +5    | 36:40  |
| 13. | Eintracht Braunschweig   | 38  | 12 | 11 | 15 | 053:520 | +1    | 35:41  |
| 14. | VfL Osnabrück            | 38  | 12 | 11 | 15 | 051:550 | −4    | 35:41  |
| 15. | Rot-Weiss Essen 1        | 38  | 12 | 10 | 16 | 049:520 | −3    | 34:42  |
| 16. | SV Meppen                | 38  | 10 | 14 | 14 | 035:420 | −7    | 34:42  |
| 17. | SV Darmstadt 98          | 38  | 10 | 13 | 15 | 046:540 | −8    | 33:43  |
| 18. | Preußen Münster          | 38  | 8  | 13 | 17 | 035:590 | −24   | 29:47  |
| 19. | TSV Havelse (N)          | 38  | 6  | 7  | 25 | 044:820 | −38   | 19:57  |
| 20. | 1. FC Schweinfurt 05 (N) | 38  | 2  | 9  | 27 | 026:950 | −69   | 13:63  |

| (A) | Absteiger aus der Bundesliga 1989/90 |
| (N) | Aufsteiger aus der Oberliga 1989/90  |

## Kreuztabelle
Die Kreuztabelle stellt die Ergebnisse aller Spiele dieser Saison dar. Die Heimmannschaft ist in der linken Spalte aufgelistet und die Gastmannschaft in der obersten Reihe.
| 1990/91 | 1990/91                | FC Schalke 04 | MSV Duisburg | Stuttgarter Kickers | FC 08 Homburg |     | Blau-Weiß 90 Berlin | SV Waldhof Mannheim | FSV Mainz 05 |     | Hannover 96 | SC Fortuna Köln | VfB Oldenburg | Eintracht Braunschweig | VfL Osnabrück | Rot-Weiss Essen | SV Meppen | SV Darmstadt 98 | Preußen Münster | TSV Havelse | 1. FC Schweinfurt 05 |
| 01.     | FC Schalke 04          |               | 1:0          | 2:1                 | 3:1           | 3:1 | 1:1                 | 1:2                 | 3:0          | 3:1 | 2:0         | 2:1             | 4:1           | 2:1                    | 1:0           | 3:1             | 2:0       | 1:0             | 3:1             | 3:0         | 2:0                  |
| 02.     | MSV Duisburg           | 1:1           |              | 2:0                 | 4:0           | 1:0 | 1:0                 | 1:1                 | 2:0          | 1:0 | 4:2         | 3:0             | 1:0           | 3:3                    | 2:1           | 4:2             | 4:0       | 2:0             | 5:0             | 3:0         | 2:1                  |
| 03.     | Stuttgarter Kickers    | 0:0           | 1:0          |                     | 4:1           | 2:0 | 4:0                 | 3:0                 | 1:1          | 3:2 | 1:0         | 1:1             | 1:1           | 1:0                    | 3:1           | 3:0             | 3:0       | 3:0             | 0:2             | 3:0         | 1:0                  |
| 04.     | FC 08 Homburg          | 2:1           | 2:1          | 2:0                 |               | 0:0 | 2:0                 | 1:1                 | 0:0          | 1:0 | 1:1         | 3:2             | 1:0           | 1:0                    | 2:3           | 2:1             | 0:0       | 1:0             | 2:1             | 2:1         | 6:1                  |
| 05.     | 1. FC Saarbrücken      | 1:1           | 0:1          | 0:0                 | 0:0           |     | 0:0                 | 0:0                 | 0:0          | 2:3 | 1:0         | 1:1             | 4:1           | 4:1                    | 2:1           | 2:0             | 2:0       | 1:0             | 4:1             | 0:0         | 5:2                  |
| 06.     | Blau-Weiß 90 Berlin    | 1:1           | 2:2          | 1:1                 | 4:1           | 1:1 |                     | 2:1                 | 2:1          | 2:1 | 1:1         | 0:0             | 1:1           | 0:0                    | 0:0           | 2:2             | 2:0       | 2:0             | 1:1             | 3:1         | 6:1                  |
| 07.     | SV Waldhof Mannheim    | 1:3           | 4:0          | 2:0                 | 1:1           | 1:3 | 2:0                 |                     | 1:2          | 3:1 | 1:1         | 2:0             | 2:1           | 5:2                    | 1:0           | 1:3             | 1:1       | 4:1             | 3:0             | 4:3         | 3:0                  |
| 08.     | 1. FSV Mainz 05        | 1:1           | 1:1          | 3:3                 | 0:2           | 1:0 | 2:2                 | 3:1                 |              | 0:0 | 2:1         | 1:3             | 2:0           | 1:4                    | 3:2           | 1:0             | 2:1       | 1:1             | 0:0             | 2:1         | 2:0                  |
| 09.     | SC Freiburg            | 3:0           | 0:2          | 1:0                 | 0:0           | 0:0 | 0:0                 | 0:2                 | 2:1          |     | 1:1         | 2:0             | 1:1           | 3:2                    | 0:1           | 4:0             | 2:1       | 1:2             | 3:2             | 1:0         | 3:1                  |
| 10.     | Hannover 96            | 1:1           | 2:0          | 1:2                 | 0:2           | 1:1 | 3:1                 | 0:5                 | 3:1          | 0:2 |             | 3:3             | 0:0           | 3:0                    | 0:1           | 2:0             | 2:0       | 2:2             | 3:1             | 2:1         | 1:1                  |
| 11.     | SC Fortuna Köln        | 1:1           | 2:2          | 0:2                 | 1:1           | 3:4 | 2:1                 | 1:0                 | 3:1          | 0:1 | 1:1         |                 | 1:1           | 2:3                    | 2:2           | 2:1             | 1:1       | 1:1             | 1:1             | 3:1         | 2:0                  |
| 12.     | VfB Oldenburg          | 0:0           | 1:1          | 1:1                 | 1:0           | 0:1 | 3:5                 | 5:0                 | 1:2          | 2:2 | 1:1         | 2:0             |               | 2:3                    | 3:2           | 2:0             | 2:2       | 3:0             | 4:0             | 2:2         | 3:0                  |
| 13.     | Eintracht Braunschweig | 0:1           | 1:1          | 2:1                 | 1:0           | 0:1 | 2:2                 | 1:1                 | 5:1          | 2:2 | 0:1         | 3:2             | 1:1           |                        | 1:0           | 0:0             | 0:0       | 1:0             | 5:0             | 3:1         | 3:0                  |
| 14.     | VfL Osnabrück          | 0:3           | 0:2          | 2:3                 | 1:0           | 0:2 | 1:1                 | 1:0                 | 0:0          | 1:4 | 1:1         | 0:1             | 3:3           | 2:0                    |               | 1:1             | 3:2       | 1:4             | 3:1             | 3:2         | 2:0                  |
| 15.     | Rot-Weiss Essen        | 0:0           | 1:1          | 0:2                 | 0:0           | 1:1 | 0:3                 | 1:1                 | 2:0          | 3:0 | 4:2         | 0:2             | 1:3           | 3:1                    | 0:0           |                 | 3:2       | 3:0             | 1:0             | 3:0         | 4:0                  |
| 16.     | SV Meppen              | 2:0           | 0:1          | 1:2                 | 3:0           | 0:0 | 0:0                 | 0:0                 | 1:1          | 4:1 | 1:1         | 1:1             | 0:0           | 1:0                    | 1:1           | 1:0             |           | 2:1             | 1:1             | 2:0         | 2:1                  |
| 17.     | SV Darmstadt 98        | 2:2           | 2:2          | 0:2                 | 0:0           | 1:0 | 1:1                 | 1:1                 | 0:1          | 2:1 | 1:0         | 1:2             | 0:0           | 2:1                    | 1:1           | 3:2             | 1:0       |                 | 0:0             | 5:2         | 3:3                  |
| 18.     | Preußen Münster        | 0:3           | 2:0          | 0:0                 | 0:0           | 1:0 | 0:2                 | 0:0                 | 2:3          | 1:1 | 0:1         | 2:0             | 3:1           | 1:1                    | 2:2           | 0:0             | 0:1       | 1:0             |                 | 2:1         | 5:0                  |
| 19.     | TSV Havelse            | 1:2           | 1:1          | 2:1                 | 1:1           | 0:2 | 1:2                 | 1:1                 | 1:2          | 0:3 | 1:2         | 0:2             | 3:2           | 1:0                    | 1:5           | 1:4             | 1:0       | 3:3             | 4:1             |             | 4:1                  |
| 20.     | 1. FC Schweinfurt 05   | 0:1           | 0:6          | 1:4                 | 0:1           | 2:1 | 1:1                 | 3:1                 | 0:0          | 2:2 | 1:3         | 1:1             | 2:3           | 0:0                    | 0:3           | 0:2             | 0:1       | 0:5             | 0:0             | 1:1         |                      |

## Aufstieg
Mit Schalke und Duisburg kehrten zwei Traditionsteams in die Bundesliga zurück. Die Stuttgarter Kickers erreichten über die bis 2009 letztmals ausgetragene Relegation zum zweiten Mal in ihrer Geschichte den Aufstieg.

## Abstieg
Rot-Weiss Essen wurde die Lizenz entzogen. Die endgültige Entscheidung fiel erst nach Saisonende am 22. Juni. Hertha BSC erhielt hingegen in der letzten Instanz die Lizenz. Durch Essens Abstieg bleibt Darmstadt in der zweiten Liga. Darmstadt zog daraufhin seinen Protest gegen das letzte Saisonspiel in Schalke (1:0 für Schalke) zurück. Tausende Fans hatten anlässlich der Schalker Aufstiegsfeier den Platz gestürmt und verhinderten ein reguläres Spielende. Neben Essen mussten Preußen Münster sowie die beiden Neulinge Havelse und Schweinfurt in die Oberliga absteigen.

## Torschützenliste
Bester Torjäger der Saison war Michael Tönnies vom MSV Duisburg mit 29 Toren.
|    |              | Spieler               | Verein                 | Tore |
| -- | ------------ | --------------------- | ---------------------- | ---- |
| 1. | Deutschland  | Michael Tönnies       | MSV Duisburg           | 29   |
| 2. | Deutschland  | Marcus Marin          | Stuttgarter Kickers    | 22   |
| 3. | Deutschland  | Thomas Adler          | Blau-Weiß 90 Berlin    | 21   |
| 4. | Deutschland  | Jochen Heisig         | Hannover 96            | 17   |
| 5. | Deutschland  | Niels Schlotterbeck   | SC Freiburg            | 16   |
| 6. | Deutschland  | Holger Aden           | Eintracht Braunschweig | 14   |
| 6. | Italien      | Berardino Capocchiano | TSV Havelse            | 14   |
| 8. | Sowjetunion  | Alexander Borodjuk    | FC Schalke 04          | 13   |
| 8. | Deutschland  | Henrik Eichenauer     | SV Darmstadt 98        | 13   |
| 8. | Griechenland | Dimitrios Moutas      | Stuttgarter Kickers    | 13   |
| 8. | Deutschland  | Jörg Wolff            | SV Waldhof Mannheim    | 13   |

## Relegation
In den Relegationsspielen trafen der FC St. Pauli (Sechzehnter der Bundesliga) und die Stuttgarter Kickers (Dritter der 2. Bundesliga) aufeinander.
| Datum                  |                     | Ergebnis |                     |
| ---------------------- | ------------------- | -------- | ------------------- |
| Mi 19.06. um 20:15 Uhr | FC St. Pauli        | 1:1      | Stuttgarter Kickers |
| So 23.06. um 17:00 Uhr | Stuttgarter Kickers | 1:1      | FC St. Pauli        |
| Gesamt:                | FC St. Pauli        | 2:2      | Stuttgarter Kickers |

### Hinspiel
| Paarung             | FC St. Pauli – Stuttgarter Kickers |
| Ergebnis            | 1:1 (1:0) |
| Datum               | Mittwoch, 19. Juni 1991 |
| Stadion             | Wilhelm-Koch-Stadion, Hamburg-St. Pauli |
| Zuschauer           | 20.551 (ausverkauft) |
| Schiedsrichter      | Karl-Josef Assenmacher (Fischenich) |
| Tore                | 1:0 André Golke (31.) 1:1 Marcus Marin (89.) |
| FC St. Pauli        | Volker Ippig – Bernhard Olck – André Trulsen, Dieter Schlindwein – Michael Dahms, Dirk Dammann (46. Klaus Ulbricht), André Golke , Peter Knäbel, Bernd Hollerbach (67. Leonardo Manzi) – Dirk Zander, Klaus Ottens Cheftrainer: Horst Wohlers                 |
| Stuttgarter Kickers | Stefan Brasas – Wolfgang Wolf – Jochen Novodomsky, Thomas Ritter – Dirk Fengler (75. Heribert Stadler), Reinhold Tattermusch, Alois Schwartz, Ralf Vollmer, Matthias Imhof – Dimitrios Moutas (59. Juan Cayasso Reid), Marcus Marin Cheftrainer: Rainer Zobel |
| Gelbe Karten        | Trulsen, Zander – Tattermusch, Schwartz, Fengler |

### Rückspiel
| Paarung             | Stuttgarter Kickers – FC St. Pauli |
| Ergebnis            | 1:1 (1:0) |
| Datum               | Sonntag, 23. Juni 1991 |
| Stadion             | Neckarstadion, Stuttgart |
| Zuschauer           | 32.000 |
| Schiedsrichter      | Werner Föckler (Weisenheim am Sand) |
| Tore                | 1:0 Alois Schwartz (25.) 1:1 André Golke (51.) |
| Stuttgarter Kickers | Stefan Brasas – Wolfgang Wolf – Thomas Ritter, Jochen Novodomsky (87. Andreas Broß) – Dirk Fengler, Reinhold Tattermusch, Alois Schwartz, Juan Cayasso Reid, Matthias Imhof – Ralf Vollmer (73. Dimitrios Moutas), Marcus Marin Cheftrainer: Rainer Zobel |
| FC St. Pauli        | Volker Ippig – Jürgen Gronau (46. Leonardo Manzi) – André Trulsen, Dieter Schlindwein – Klaus Ulbricht (87. Dirk Dammann), Bernhard Olck, Peter Knäbel, Dirk Zander, Morten Jensen – Klaus Ottens, André Golke Cheftrainer: Horst Wohlers                 |
| Gelbe Karten        | Cayasso Reid – Schlindwein, Golke, Zander |
| Platzverweise       | keine – Dirk Zander |

Da nach beiden Spielen eine Punkt- und Torgleichheit eingetreten ist, wurde ein drittes Spiel fällig.

### Entscheidungsspiel

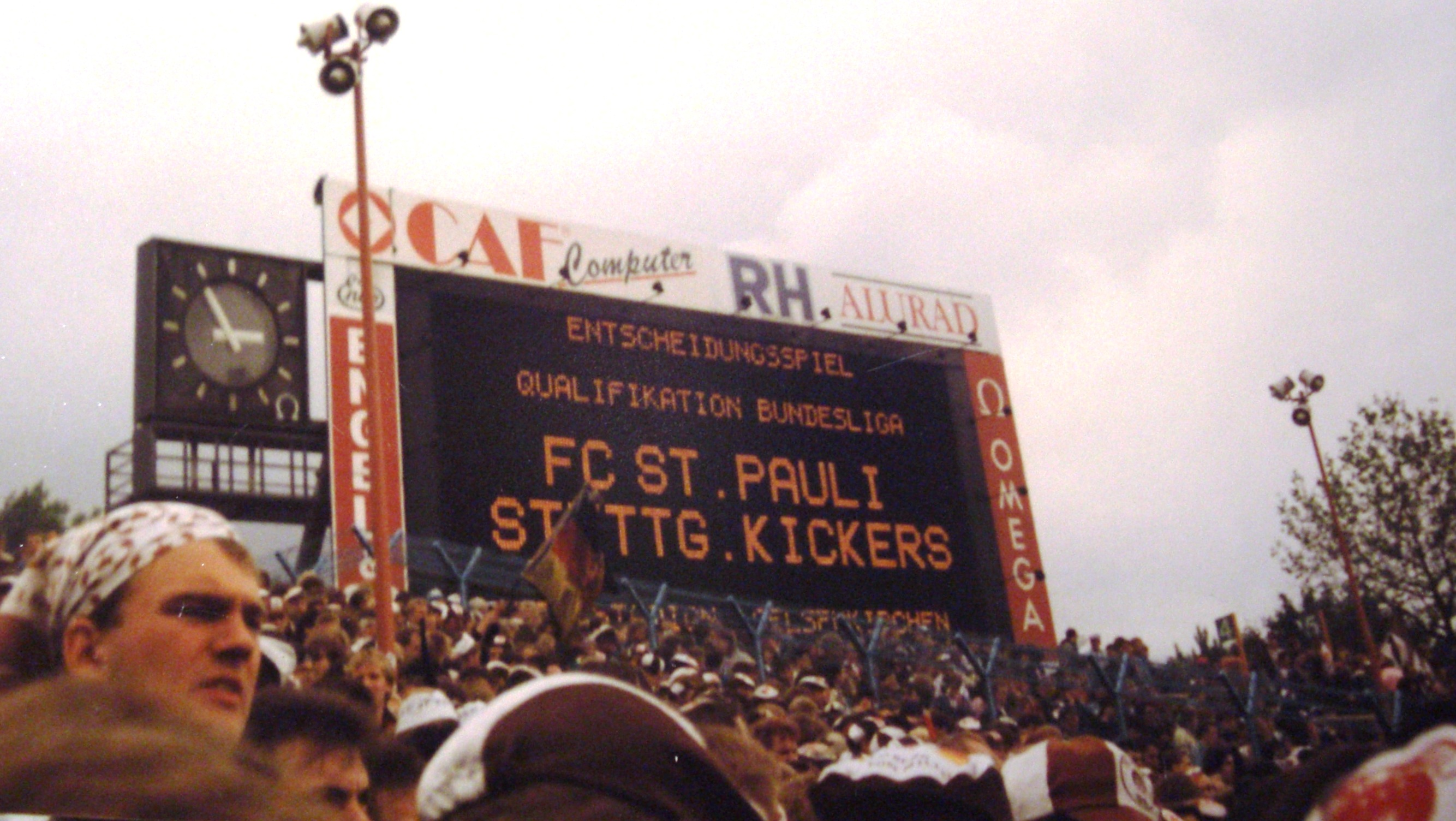
Entscheidendes Relegationsspiel im Gelsenkirchener Parkstadion

| Datum            |              | Ergebnis |                     |
| ---------------- | ------------ | -------- | ------------------- |
| Sa 29.06., 15:30 | FC St. Pauli | 1:3      | Stuttgarter Kickers |

| Paarung             | FC St. Pauli – Stuttgarter Kickers |
| Ergebnis            | 1:3 (1:3) |
| Datum               | Samstag, 29. Juni 1991 |
| Stadion             | Parkstadion, Gelsenkirchen |
| Zuschauer           | 17.000 |
| Schiedsrichter      | Hans-Peter Dellwing (Osburg) |
| Tore                | 0:1 Ralf Vollmer (24.) 0:2 Juan Cayasso Reid (37.) 1:2 Peter Knäbel (39.) 1:3 Dirk Fengler (42.) |
| FC St. Pauli        | Volker Ippig – Bernhard Olck (56. Jürgen Gronau) – André Trulsen, Dieter Schlindwein – Ralf Sievers, André Golke , Peter Knäbel, Dirk Dammann, Bernd Hollerbach – Ivo Knoflíček, Klaus Ottens (46. Leonardo Manzi) Cheftrainer: Horst Wohlers                 |
| Stuttgarter Kickers | Stefan Brasas – Wolfgang Wolf – Jochen Novodomsky, Thomas Ritter – Dirk Fengler, Alois Schwartz, Juan Cayasso Reid (79. Dimitrios Moutas), Reinhold Tattermusch (75. Heribert Stadler), Matthias Imhof – Ralf Vollmer, Marcus Marin Cheftrainer: Rainer Zobel |
| Gelbe Karten        | Schlindwein – Tattermusch |

## Aufsteiger
| 1.   | FC Schalke 04 |
| ---- | --- |
| Logo | Jens Lehmann (34 / -), Jürgen Welp (5 / -) – Günter Güttler (34 / -), Richard Mademann (27 / -), Michael Prus (34 / -), Dietmar Schacht (30 / 1) – Ingo Anderbrügge (30 / 10), Alexander Borodjuk (31 / 13), Yves Eigenrauch (7 / 1), Egon Flad (31 / 3), Jürgen Luginger (37 / 2), Andreas Müller (25 / 2), Werner Ruthmann (3 / -), Günter Schlipper (34 / 8), Thorsten Wörsdörfer (12 / 1), Thomas Zechel (20 / 1) – Michael Kroninger (28 / 2), Wolodymyr Ljutyj (24 / 7), Radmilo Mihajlović (12 / 3), Peter Sendscheid (31 / 10). (Spiele / Tore) Trainer: Peter Neururer (1.–17. Spieltag), Klaus Fischer (18.–21. Spieltag), Aleksandar Ristić ohne Einsatz blieben: Matthias Herget, Jörg Mielers, Jürgen Gredig, Siegmar Bieber, Dirk Steinberg Vereinswechsel während der Saison: Zugänge: Wörsdörfer, Mihajlović (beide FC Bayern München) Abgänge: ---- |

| 2.   | MSV Duisburg |
| ---- | --- |
| Logo | Ralf Kellermann (1 / -), Heribert Macherey (37 / -) – Rachid Azzouzi (11 / -), Joachim Hopp (1 / -), Marco Köller (7 / -), Patrick Notthoff (33 / 2), Toni Puszamszies (35 / -), Michael Struckmann (34 / 7) – Dirk Bremser (36 / 5), Pietro Callea (3 / -), Gyula Hajszán (22 / 2), Uwe Kober (33 / 4), Ewald Lienen (38 / 3), Massimo Mariotti (13 / -), Franz-Josef Steininger (32 / 2), Michael Tarnat (33 / 4), Lothar Woelk (32 / 1) – Jörg Beyel (15 / 2), Vojtek Kaluzny (5 / -), Ferenc Schmidt (27 / 8), Michael Tönnies (34 / 29). (Spiele / Tore) – dazu ein Eigentor von Römer (Preußen Münster) Trainer: Willibert Kremer ohne Einsatz blieben: Manfred Tebeck, Günter Thiele Vereinswechsel während der Saison: Zugänge: ---- Abgänge: Thiele (1. FC Union Berlin) |

| 3.   | SV Stuttgarter Kickers |
| ---- | --- |
| Logo | Stefan Brasas (38 / -) – Andreas Keim (30 / 5), Thomas Ritter (35 / -), Wolfgang Wolf (36 / -) – Marc Arnold (3 / -), Hubertus Becker (1 / -), Andreas Broß (9 / -), Juan Cayasso Reid (31 / 8), Oliver Dittberner (13 / -), Dirk Fengler (31 / 1), Matthias Imhof (36 / 1), Jochen Novodomsky (20 / -), Alois Schwartz (25 / -), Heribert Stadler (23 / -), Reinhold Tattermusch (24 / 2), Ralf Vollmer (36 / 8), Thomas Winter (11 / 1) – Gregor Grillemeier (5 / -), Marcus Marin (37 / 22), Dimitrios Moutas (34 / 13), Dragan Terzić (9 / 2). (Spiele / Tore) Trainer: Rainer Zobel ohne Einsatz blieben: Bernd Schäfer (TW), Gianni Coveli, Bernd Grabosch Vereinswechsel während der Saison: Zugänge: Winter (Borussia Mönchengladbach) Abgänge: ---- |